# Flash Gordon (película)
Flash Gordon es una película estadounidense y británica de 1980, inspirada en el personaje del cómic de igual nombre. Fue dirigida por Mike Hodges, usando una estética steampunk. Producida por Dino de Laurentiis, contó con música del grupo Queen y un reparto internacional encabezado por Sam J. Jones, Chaim Topol, Timothy Dalton, Max von Sydow y Ornella Muti.

## Sinopsis
El joven jugador de fútbol americano Flash Gordon se encuentra con Dale Arden y el científico Dr. Hans Zarkov en un mundo ajeno y se ve obligado a luchar contra un tirano intergaláctico, el emperador Ming, del planeta Mongo, que está atacando la Tierra.

## Elenco
- Sam J. Jones como Flash Gordon.
- Melody Anderson como Dale Arden.
- Chaim Topol como el doctor Hans Zarkov
- Timothy Dalton como el príncipe Barin.
- Max von Sydow como el emperador Ming el Implacable.
- Ornella Muti como la princesa Aura.
- Brian Blessed como el príncipe Vultan.
- Mariangela Melato como la general Kala.
- Richard O'Brien como Fico.
- John Hallam como el general Luro.
- Philip Stone como Zogi, el sacerdote.
- Peter Wyngarde como el general Klytus.
- John Morton como piloto de la aerolínea.
- Robbie Coltrane como hombre de la pista aérea.
- William Hootkins como Munson, el asistente del doctor Zarkov
- Leon Greene como coronel de batalla de la sala de control.
- Tony Scannell como oficial de Ming.
- Bogdan Kominowski como teniente de la fuerza aérea de Ming.
- George Harris como el príncipe Thun.
- John Osborne como cura arboriano.
- Deep Roy como Fellini, mascota de la princesa Aura.

## Producción

### Desarrollo y preproducción
Dino De Laurentiis quería que Federico Fellini dirigiese la película, pero no pudo ser. A su vez, George Lucas quería hacer una versión de Flash Gordon pero, al no tener los derechos, planificó su propia saga galáctica: Star Wars.
Lorenzo Semple, Jr. escribió el guion según los caprichos de De Laurentiis, que quiso que el film fuese una comedia. El guionista señala que esto fue un terrible error y que toda la producción fue un desastre.

### Rodaje
Sam J. Jones, el protagonista, tuvo que ser doblado en algunos de sus diálogos. El actor se sintió humillado y descartó participar en cualquier secuela. La película empezó a rodarse el 6 de agosto de 1979 y se rodó por completo en el Reino Unido. La escena inicial en la base aérea fue rodada en el Broadford Airfield de Skye, Escocia.

### Banda sonora
La banda sonora fue realizada y ejecutada por la banda de rock británica Queen. El álbum consta de 18 canciones.

## Recepción
La película fue un fracaso comercial  en su estreno en 1980, pero con el paso de los años ha ganado un gran seguimiento entre los aficionados del personaje, a tal punto de ser considerada toda una película de culto desde 1981.

## Premios y nominaciones

### Premios Saturn
| Año | Categoría                         | Resultado |
| --- | --------------------------------- | --------- |
| —   | Mejor disfraz                     | Nominado  |
| —   | Mejor película de ciencia ficción | Nominado  |
| —   | Mejor actriz de reparto           | Nominada  |

### BAFTA
| Año | Categoría                | Resultado |
| --- | ------------------------ | --------- |
| —   | Best Costumes Design     | Nominado  |
| —   | Best Original Film Music | Nominado  |
| —   | Best Art Design          | Nominada  |

### Premios Golden Raspberry
| Año | Categoría  | Actor        | Resultado |
| --- | ---------- | ------------ | --------- |
| —   | Peor actor | Sam J. Jones | Nominado  |